# Malaysische Badmintonmeisterschaft 2010
Die Malaysische Badmintonmeisterschaft 2010 fand vom 4. bis zum 7. Februar 2010 in Johor Bahru als Proton Malaysia Grand Prix Finals statt.

## Sieger und Platzierte
| Disziplin    | Gold                            | Silber                           | Bronze                                 |
| ------------ | ------------------------------- | -------------------------------- | -------------------------------------- |
| Herreneinzel | Lee Chong Wei                   | Kuan Beng Hong                   | Chan Kwong Beng                        |
| Herreneinzel | Lee Chong Wei                   | Kuan Beng Hong                   | Tan Chun Seang                         |
| Dameneinzel  | Tee Jing Yi                     | Lydia Cheah Li Ya                | Sonia Cheah Su Ya                      |
| Dameneinzel  | Tee Jing Yi                     | Lydia Cheah Li Ya                | Yang Li Lian                           |
| Herrendoppel | Choong Tan Fook Lee Wan Wah     | Mak Hee Chun Tan Wee Kiong       | Goh V Shem Vountus Indra Mawan         |
| Herrendoppel | Choong Tan Fook Lee Wan Wah     | Mak Hee Chun Tan Wee Kiong       | Fairuzizuan Tazari Zakry Abdul Latif   |
| Damendoppel  | Chin Eei Hui Wong Pei Tty       | Lim Yin Loo Marylen Ng Poau Leng | Goh Liu Ying Nairul Suhada Abdul Latif |
| Damendoppel  | Chin Eei Hui Wong Pei Tty       | Lim Yin Loo Marylen Ng Poau Leng | Lim Yee Theng Ng Soo Mui               |
| Mixed        | Fairuzizuan Tazari Wong Pei Tty | Chan Peng Soon Goh Liu Ying      | Ong Jian Guo Chong Sook Chin           |
| Mixed        | Fairuzizuan Tazari Wong Pei Tty | Chan Peng Soon Goh Liu Ying      | Lim Khim Wah Marylen Ng Poau Leng      |